# 哈瑪星駅
哈瑪星駅（はませんえき）は台湾高雄市鼓山区臨海二路及び鼓山一路入口にある高雄捷運橘線と環状軽軌の駅。日本統治時代に当駅周辺での通称が戦後も定着した地名が由来。本駅は橘線の始点駅となっている。

## 概要
台湾総督府鉄道が当駅までの縦貫線（浜海鉄道、後の高雄臨港線）を開業させた際に、駐在日本人の間で定着していた埠頭部への貨物支線の通称だった「濱線（浜線）」が転じて台湾語の「ハマセン（Há-má-seng）」となり、現地住民に定着した。戦後も台湾語由来の漢字表記である哈瑪星をそのまま使用している。当駅の英文表記もそれに倣っている。
橘線の駅番号はO1。当初は国立中山大学に繋がる西子湾隧道の東側入口付近、鼓山国小前に駅を設置する計画だったが、地質や臨海二路の狭小さ、工事中の安全面が原因で断念し、現在の位置に決定した経緯があり、そこから大学への1駅延伸も住民の反対で事実上立ち消えとなった。そして延伸断念と引き換えに「中山大学」が副駅名となっている。
環状軽軌の駅番号はC14。旧打狗駅故事館（旧高雄港駅）構内に位置する。

## 駅構造

### 橘線
地下2階にホームドア付きの島式ホーム1面2線を持つ地下駅で、東西に3箇所の出入口がある。その他に特筆すべきなのは本駅のある臨海二路の道幅が狭いのと地質の関係から大規模な掘削が出来ず、コンコースやホームが（他の駅と比べて）狭くなっている。
| 地階    | 出入口                           | 出入口                                     |
| 地下1階 | コンコース階                     | コンコース、案内所、自動券売機、自動改札口 |
| 地下1階 | コンコース階                     | トイレ（駅東側改札の外、出口2近く）        |
| 地下2階 | 1番ホーム                        | ■橘線 美麗島・大寮方面（塩埕埔駅）→        |
| 地下2階 | 島式ホーム、ホーム側のドアが開く |                                            |
| 地下2階 | 2番ホーム                        | ■橘線 美麗島・大寮方面（塩埕埔駅）→        |

### 環状軽軌
相対式ホーム2面2線の地上駅。
| 地上                                        |                                                |
| 哈瑪星鉄道文化園区                          |                                                |
| 相対式ホーム、右側のドアが開く。簡易改札機  |                                                |
| 内回り・下り                                | ←■環状軽軌 鼓山区公所方面（寿山公園駅）        |
| 外回り・上り                                | →■環状軽軌 籬子内・凱旋公園方面（駁二蓬萊駅）→ |
| 相対式ホーム、右側のドアが開く。簡易改札機  |                                                |
| 歩道（打狗鉄道故事館・■橘線O1哈瑪星駅方面） |                                                |

## 歴史

### 橘線
- 2008年9月14日 - 開通[4]。
- 2008年9月21日 - 開通式典が行われた[5]。
- 2024年4月25日 - 西子湾駅（シーヅーワンえき）から改名[6][7]。

### 環状軽軌
- 計画時は哈瑪星/高雄港駅という仮称だった。
- 2013年6月4日 - 起工[8]。
- 2015年3月29日 - 駅名が「哈瑪星」に決定。[9][註 1]
- 2017年9月26日 - 当駅まで延伸、第1期区間全線正式開業[10]。
- 2021年1月12日 - 第2期区間延伸により途中駅となる[11]。

## 利用状況

### 橘線
| 年   | 年間      | 年間      | 年間      | 年間     | 1日平均 | 1日平均 |
| 年   | 乗車      | 下車      | 乗下車計  | 出典     | 乗車    | 乗下車  |
| ---- | --------- | --------- | --------- | -------- | ------- | ------- |
| 2008 | 339,578   | 431,553   | 771,131   | [ 注 1 ] | 3,329   | 7,560   |
| 2009 | 1,201,622 | 1,259,616 | 2,461,238 | [ 13 ]   | 3,292   | 6,743   |
| 2010 | 1,083,869 | 1,165,974 | 2,249,843 | [ 14 ]   | 2,970   | 6,164   |
| 2011 | 1,165,949 | 1,219,086 | 2,385,035 | [ 15 ]   | 3,194   | 6,534   |
| 2012 | 1,363,805 | 1,417,385 | 2,781,190 | [ 15 ]   | 3,726   | 7,599   |
| 2013 | 1,542,071 | 1,575,761 | 3,117,832 | [ 15 ]   | 4,225   | 8,542   |
| 2014 | 1,553,136 | 1,582,154 | 3,135,290 | [ 15 ]   | 4,255   | 8,590   |
| 2015 | 1,543,105 | 1,570,827 | 3,113,932 | [ 15 ]   | 4,228   | 8,531   |
| 2016 | 1,597,926 | 1,604,864 | 3,202,790 | [ 15 ]   | 4,366   | 8,751   |
| 2017 | 1,601,246 | 1,608,429 | 3,209,675 | [ 15 ]   | 4,387   | 8,794   |
| 2018 | 1,625,421 | 1,634,258 | 3,259,679 | [ 15 ]   | 4,453   | 8,931   |
| 2019 | 1,674,942 | 1,697,531 | 3,372,473 | [ 15 ]   | 4,589   | 9,240   |
| 2020 | 1,069,351 | 1,089,809 | 2,159,160 | [ 15 ]   | 2,922   | 5,899   |

## 隣の駅
高雄捷運
■橘線
哈瑪星駅 - 塩埕埔駅
■環状軽軌
駁二蓬萊駅 C13 - 哈瑪星駅 C14 - 寿山公園駅 C15

## 註釈
1. ↑  9月14日開業後の運営日数は109日だが、統計は有料化開始の9月21日以降102日で算出している[12] ）